# Mitchell Shire
Mitchell Shire är en kommun i Australien. Den ligger i delstaten Victoria, omkring 71 kilometer norr om delstatshuvudstaden Melbourne. Antalet invånare var 40 918 vid folkräkningen 2016.
Följande samhällen finns i Mitchell:
- Seymour
- Kilmore
- Broadford